# Cyanophora paradoxa
Der Modellorganismus Cyanophora paradoxa ist eine einzellige Süßwasser-Alge, die der Abteilung Glaucophyta zugerechnet wird.
Die Zellen von Cyanophora paradoxa enthalten je zwei sog. Cyanellen, die den Chloroplasten anderer Algen entsprechen, indem in ihnen die Photosynthese stattfindet. Im Unterschied zu den Chloroplasten weisen die Cyanellen von C. paradoxa eine Peptidoglycan-Schicht zwischen den beiden umgebenden Membranen auf.
Diese wird verstanden als ein Überrest der Zellwand der Cyanobakterien, aus denen sie in der Evolution durch Endosymbiose hervorgegangen sind (vgl. Endosymbiontentheorie). Damit stellen sie ein Zwischenstadium zwischen freilebenden Cyanobakterien und echten Chloroplasten dar, welche die Zellwand vollständig verloren haben. Ein weiteres primitives Merkmal ist, dass die Gene für das Enzym RuBisCO alle in dem kleinen Chromosom der Cyanelle liegen, während sie bei Chloroplasten (wie die meisten der ursprünglichen Cyanobakterien-Gene) zum Teil in den Zellkern verlagert wurden.
Das Cyanellengenom des C. paradoxa-Stamms LB 555 wurde 1995 sequenziert und veröffentlicht.
Das Kerngenom wurde ebenfalls sequenziert und 2012 veröffentlicht.

## Bildergalerie

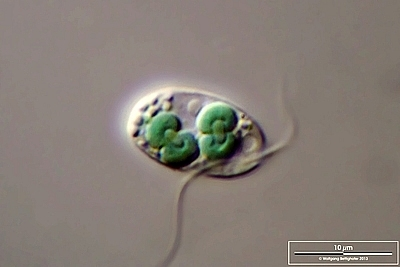
C. paradoxa mit zwei Cyanellen während der Teilung, Zellkern und zwei Geißeln. Balken: 10 µm. (Wolfgang Bettighofer)
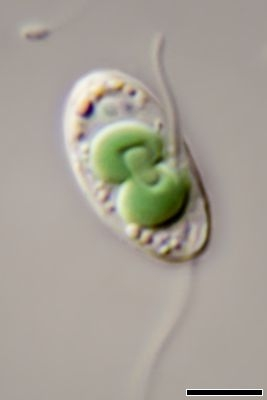
Dito, aber nur 1 Cyanelle in Teilung. Balken: 5 µm (W. Bettighofer)